# Драгољуб Јанковић
Драгољуб Јанковић Јенки (Пирот, 7. јул 1927 — Ниш, 12. април 1993) био је српски приповедач, драмски писац, позоришни критичар и новинар.
Основну и учитељску школу завршио је у Пироту, Вишу педагошку у Нишу, и дипломирао на Рударско-геолошком факултету у Београду. Завршио је и једногодишњи течај режије на Академији за позориште у Београду. Новинарску каријеру започео је у пиротској „Слободи“, а наставио у Нишу као уредник Културне рубрике, потом главни и одговорни уредник и директор „Народних новина“. Био је дописник Политике, Борбе и Вечерњих новости из Ниша и уредник часописа „Гледишта“ и Градине (1966 – 1968), директор Позоришта лутака у Нишу и секретар Савеза аматера Србије. Поред писања, бавио се и акварелом.

## Дела

### Приповетке
- Одлазак, Књижевно друштво "Нестор Жучни", Ниш, 1963,
- Опсена, Ниш, 1965,
- Бели камен, 1973,
- Неко друго време, Пирот, 1990,

### Позоришна критика
- Од истог гледаоца, Народно позориште, Ниш, 1968,

### Књижевноисторијске студије
- Речи и време - полемике у Нишу 1947 – 1982, I - II, Ниш, 1984 - 1985,

### Драме
- Прегршт тишине, Ниш, 1963. године, изведена у Народном позоришту у Нишу 1959,
- Круг у вечерњим водама, изведена у Народном позоришту у Пироту,
- Легенда о Сокограду, часопис „Градина“ 7,8,9, 1979.

### Репортаже
- Фијакером кроз Пирот, Пирот, 1992.